# Piotr Lisek
Piotr Lisek (Duszniki-Zdrój, 16 de agosto de 1992) es un deportista polaco que compite en atletismo, especialista en la prueba de salto con pértiga.
Ganó tres medallas en el Campeonato Mundial de Atletismo entre los años 2015 y 2019, y dos medallas en el Campeonato Mundial de Atletismo en Pista Cubierta, en los años 2016 y 2018.
Además, obtuvo cinco medallas en el Campeonato Europeo de Atletismo en Pista Cubierta entre los años 2015 y 2023.
Participó en dos Juegos Olímpicos de Verano, ocupando el cuarto lugar en Río de Janeiro 2016 y el sexto en Tokio 2020, en su especialidad.

## Palmarés internacional
| Campeonato Mundial                   | Campeonato Mundial        | Campeonato Mundial | Campeonato Mundial |
| Año                                  | Lugar                     | Medalla            | Prueba             |
| ------------------------------------ | ------------------------- | ------------------ | ------------------ |
| 2015                                 | Pekín (China)             | Medalla de bronce  | Salto con pértiga  |
| 2017                                 | Londres (Reino Unido)     | Medalla de plata   | Salto con pértiga  |
| 2019                                 | Doha (Catar)              | Medalla de bronce  | Salto con pértiga  |
| Campeonato Mundial en Pista Cubierta |                           |                    |                    |
| Año                                  | Lugar                     | Medalla            | Prueba             |
| 2016                                 | Portland (Estados Unidos) | Medalla de bronce  | Salto con pértiga  |
| 2018                                 | Birmingham (Reino Unido)  | Medalla de bronce  | Salto con pértiga  |
| Campeonato Europeo en Pista Cubierta |                           |                    |                    |
| Año                                  | Lugar                     | Medalla            | Prueba             |
| 2015                                 | Praga (República Checa)   | Medalla de bronce  | Salto con pértiga  |
| 2017                                 | Belgrado (Serbia)         | Medalla de oro     | Salto con pértiga  |
| 2019                                 | Glasgow (Reino Unido)     | Medalla de plata   | Salto con pértiga  |
| 2021                                 | Toruń (Polonia)           | Medalla de bronce  | Salto con pértiga  |
| 2023                                 | Estambul (Turquía)        | Medalla de plata   | Salto con pértiga  |